# Dębogóra (Czarnków-Trzcianka)
Pour les articles homonymes, voir Dębogóra.
Dębogóra (prononciation : [dɛmbɔˈɡura]) est un  village polonais de la gmina de Wieleń dans le powiat de Czarnków-Trzcianka de la voïvodie de Grande-Pologne dans le centre-ouest de la Pologne.
Il se situe à environ 10 kilomètres au nord de Wieleń (siège de la gmina), à 31 kilomètres à l'ouest de Czarnków (siège du powiat), et à 84 kilomètres au nord-ouest de Poznań (capitale de la Grande-Pologne).

## Histoire
De 1975 à 1998, le village faisait partie du territoire de la voïvodie de Piła.

Depuis 1999, Dębogóra est situé dans la voïvodie de Grande-Pologne.
Le village possède une population de 290 habitants en 2006.